# Black Day
A Black Day (hangul: 블랙데이, Pullektei, RR: Beullaekdei; „Fekete nap”) nem hivatalos ünnep Dél-Koreában, melynek során azok az egyedülálló személyek, akik nem kaptak ajándékot Bálint-napon és az azt követő White Day során, feketébe öltözve összegyűlnek és fekete színű ételeket esznek. Népszerű kereskedelmi ünneppé vált. Dél-Koreában minden hónap 14. napjára terveztek egy „ünnepet”.

## Eredete
Dél-Koreában a Bálint-nap és a White Day során az emberek ajándékot adnak az ellenkező nemnek. A február 14-én esedékes Valentin-napon a lányok vesznek csokoládét a fiúknak, majd március 14-én, a White Day során a fiúk adnak édességet a lányoknak. Az egyéb, 14-ére eső ünnepek létrehozásában szerepet játszott az üzleti marketing is.

## Jellemzői
A Black Day során azok, akik nem kaptak csokoládét az előző két romantikus ünnepen, vagyis jobbára a szinglik, összegyűlnek, hogy a romantika hiányát gyászolják. Feketébe öltözve fekete színű ételeket fogyasztanak ilyenkor, legnépszerűbb a ccsadzsangmjon (jjajangmyeon) (짜장면), a fekete szójababkrémmel készült tésztaféleség.
Ilyenkor az üzletek is tudatosan építenek a vásárlókra, rendezvényeket szerveznek, például gyorsrandikat vagy tésztaevő versenyt, és leárazásokat tartanak.